# Zhao Jun
Zhao Jun (chiń. 赵骏, ur. 12 grudnia 1986 w Jinan) – chiński szachista i trener szachowy (FIDE Trainer od 2014), arcymistrz od 2005 roku.

## Kariera szachowa
Kilkukrotnie reprezentował Chiny na mistrzostwach świata juniorów, największy sukces odnosząc w 2004 w Koczin, gdzie w kategorii do 20 lat zdobył brązowy medal. Wielokrotnie reprezentował Chiny w turniejach drużynowych, m.in.:  na olimpiadzie szachowej (w roku 2006); medalista: wspólnie z drużyną – srebrny (2006)), dwukrotnie na drużynowych mistrzostwach Azji (w latach 2008, 2012); dwukrotny medalista: wspólnie z drużyną – złoty (2008) oraz indywidualnie – srebrny (2012 – na III szachownicy) oraz  na olimpiadzie szachowej juniorów do 16 lat (w roku 2002).
Normy na tytuł arcymistrza wypełnił w 2004 w Moskwie (turniej Aerofłot Open), w drużynowych mistrzostwach Chin oraz w mistrzostwach świata juniorów do 20 lat. Inne indywidualne sukcesy odniósł w Sewilli (2003, I m.) oraz Cebu City (2007, mistrzostwa Azji, IV m. za Zhang Pengxiangiem, Wang Hao i Abhijitem Kunte).
Dwukrotnie wystąpił w turniejach o Puchar Świata, rozegranych w Chanty-Mansyjsku: w 2005 przegrał w I rundzie z Gatą Kamskim, natomiast w 2007 awansował do II rundy (po zwycięstwie nad Pentalą Harikrishną, w której uległ Liviu-Dieterowi Nisipeanu). W 2015 samodzielnie zwyciężył w turnieju w Hastings.
W 2006 zwyciężył w internetowym turnieju klasyfikacyjnym do mistrzostw świata w szachach błyskawicznych. W finałowym turnieju jednak nie wystąpił z powodu uczestnictwa w drużynowym meczu pomiędzy reprezentacjami Chin i Francji.
Najwyższy ranking w dotychczasowej karierze osiągnął 1 września 2019, z wynikiem 2641 punktów zajmował wówczas 10. miejsce wśród chińskich szachistów.